# Milano Marathon
La Milano Marathon (in precedenza nota come Milano City Marathon) è una gara podistica sulla distanza della maratona (42,195 km), organizzata dal 2000 che si svolge annualmente a Milano.
Organizzata da RCS Sports & Events - RCS Active Team, quest'ultima rappresenta un'associazione sportiva dilettantistica senza fini di lucro affiliata alla FIDAL.
Gara internazionale di corsa che vede protagonisti atleti élite e amatori provenienti da ogni parte del mondo, su un percorso cittadino ad anello, modificato nel 2015, caratterizzato da partenza e arrivo in pieno centro a Milano, in Corso Venezia.
La maratona di Milano negli ultimi 10 anni ha conseguito record sportivi importanti. Solo nel 2022 le vittorie di Titus Kipruto tra gli uomini in 2.05.04 e di Vivian Kiplagat (al terzo sigillo a Milano) tra le donne in 2.20.17, hanno impreziosito questa competizione confermandola come la più veloce sul suolo italiano.
Dal 2010, grande attenzione viene riservata alla solidarietà. Oltre al cuore agonistico della corsa, la Milano Marathon si distingue per essere uno degli eventi sportivi italiani più efficaci nel fundraising solidale, con circa 4,5 milioni di euro raccolti (dato aggiornato al 2022). Il suo Milano Marathon Charity Program è ormai di rilevanza internazionale: infatti è secondo, per risultati di raccolta, solo alla London Marathon.
Solo nel 2022 la Relay Maraton, la staffetta a squadre che permette di dividere il percorso in quattro frazioni (di lunghezza compresa tra i 7 e i 13 km ciascuna) e che dà ai runner la possibilità di partecipare solo iscrivendosi a una delle oltre 90  Organizzazioni Non Profit – ONP - aderenti al Milano Marathon Charity Program, ha visto al via oltre 1.900 squadre, con un ricavato sulla piattaforma di Rete del Dono (partner storico dell’evento) superiore ai 600 mila euro.
Gli staffettisti, come da tradizione, iniziano la corsa dopo 30 minuti dalla partenza dei maratoneti e percorrono lo stesso tracciato ad anello ufficiale di gara.
Dal 2019 la competizione sportiva sarà preceduta da “una tre giorni di sport eventi” denominata Milano Running Festival organizzati in City Life, lo stesso quartiere scelto per ubicare il Marathon Village, esattamente al MiCo - Milano Convention Center - che per l’occasione si trasforma in un grande hub espositiva intorno alla quale si articolano attività di intrattenimento, di workshop-clinic, di presentazione eventi e prodotti.  Un appuntamento caratterizzato dall’aggregazione degli operatori commerciali del mondo della corsa, del fitness e del turismo sportivo, nonché aperto praticanti attivi del running e per tutto il pubblico che interverrà nei tre giorni
Tra le iniziative in programma della tre giorni dedicata alla maratona di Milano, la School Marathon, arrivata alla sua settima edizione: la corsa dei piccoli, organizzata in collaborazione con OPES (Organizzazione per l’Educazione allo Sport), da sempre aperta anche alle famiglie e agli accompagnatori. L’iniziativa è arricchita da un percorso didattico volto a sensibilizzare gli alunni delle scuole primarie e secondarie di Milano sull’importanza delle attività outdoor che sono alla base di uno stile di vita sano e sui valori dello sport e della maratona.
Nel 2020 la maratona non si è disputata a causa della pandemia di COVID-19.

## Storia della manifestazione

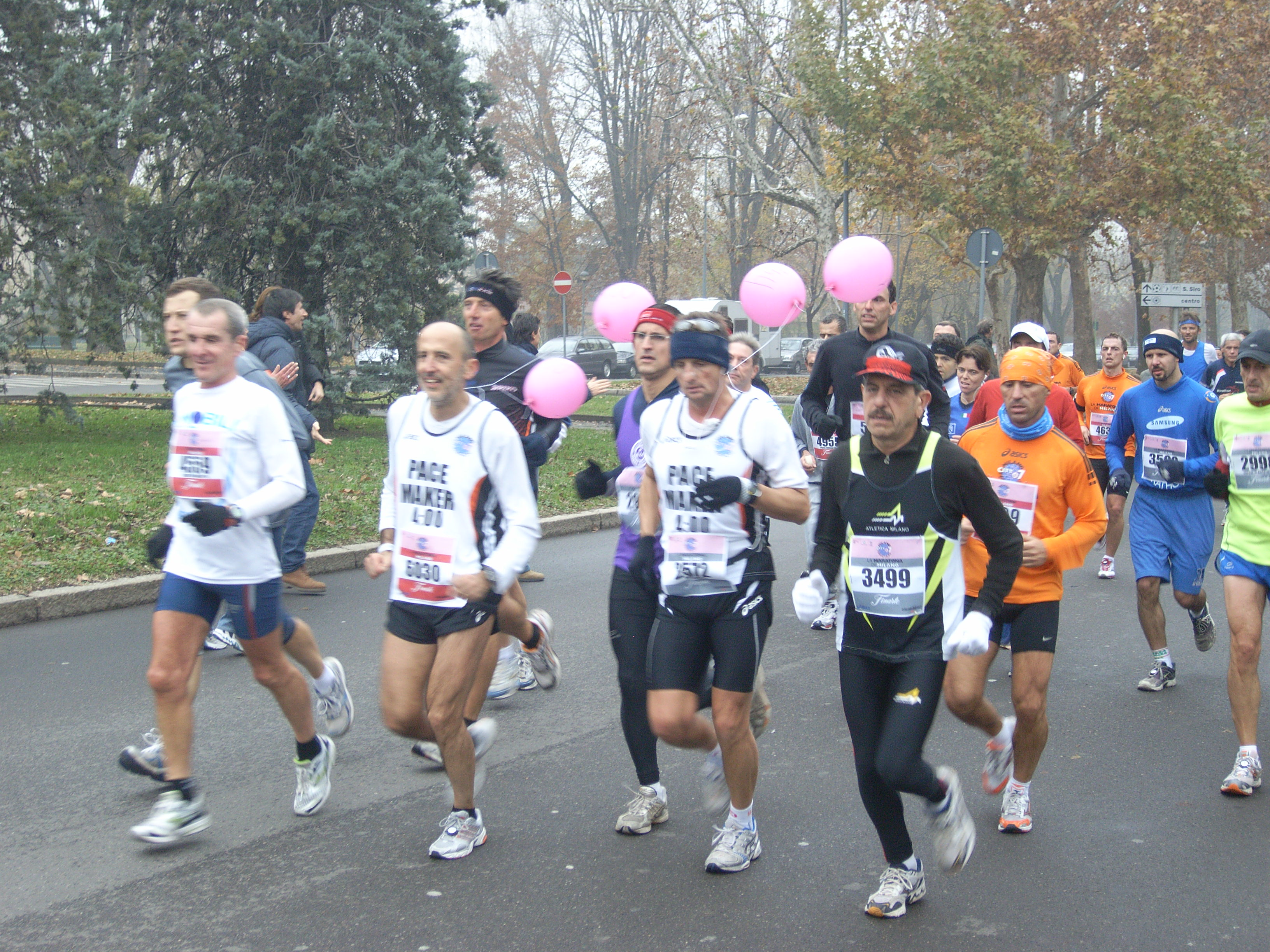
Alcuni concorrenti dell'edizione del 2007.

### 2008
L'edizione del 2008 si è svolta domenica 23 novembre ed ha visto 5 875 iscritti al via. La gara maschile ha fatto segnare il nuovo record della manifestazione fissato in 2h07'53" dal keniota Duncan Kibet, mentre la competizione femminile ha visto trionfare l'italiana Anna Incerti con il tempo di 2h27'42". Fra i diversamente abili Paolo Cecchetto ha tagliato per primo il traguardo in 1h27'51". La gara è stata valida anche come 1º Campionato universitario di maratona, organizzato dal CUS Milano.
L'edizione del 2008 è stata realizzata Emission Free. Le emissioni di anidride carbonica (circa 80 tonnellate), legate all'organizzazione dell'evento e ai partecipanti, sono state neutralizzate grazie ad un progetto boschivo realizzato in Lombardia e certificato dal marchio No Effetto Serra (No GreenHouse Effect) by Eco-Way. Si è trattato della prima maratona corsa in Italia con le emissioni di CO2 neutralizzate.

### 2009-2010
La decima edizione della maratona milanese, inizialmente prevista per il 22 novembre 2009, viene spostata alla primavera successiva con un nuovo percorso e formule parallele a quella dei tradizionali 42 km. La corsa ha quindi avuto luogo nella data dell'11 aprile 2010, ed è stata realizzata nuovamente in modalità Emission Free.

### 2011
L'undicesima edizione della Milano City Marathon viene corsa il 10 aprile 2011. Presenti al via 4 025 atleti, ma a causa del caldo inusuale per il periodo solo 3 405 maratoneti concludono la corsa. In contemporanea si è corsa la Relay Marathon, maratona a staffette, conclusa da 1 196 squadre di 4 componenti ciascuna, per un totale di 4 784 atleti impegnati nella prova.

### 2021
La maratona si è svolta ad invito. Entrambi i vincitori hanno stabilito il record della corsa.

## Albo d'oro
| #  | Anno | Uomini                                           | Tempo                                            | Donne                                            | Tempo                                            |
| -- | ---- | ------------------------------------------------ | ------------------------------------------------ | ------------------------------------------------ | ------------------------------------------------ |
| 1  | 2000 | Simon Biwott                                     | 2h09'00"                                         | Lucilla Andreucci                                | 2h29'43"                                         |
| 2  | 2001 | John Nada Saya                                   | 2h08'57"                                         | Alice Chelangat                                  | 2h26'36"                                         |
| 3  | 2002 | Robert Kipkoech Cheruiyot                        | 2h08'59"                                         | Margaret Okayo                                   | 2h24'59"                                         |
| 4  | 2003 | John Birgen                                      | 2h09'08"                                         | Anne Jelagat Kibor                               | 2h29'23"                                         |
| 5  | 2004 | Daniel Cheribo                                   | 2h08'38"                                         | Rita Jeptoo                                      | 2h28'11"                                         |
| 6  | 2005 | Hélder Ornelas                                   | 2h09'59"                                         | Hellen Jemaiyo Kimutai                           | 2h28'48"                                         |
| 7  | 2006 | Benson Kipchumba Cherono                         | 2h07'57"                                         | Askale Tafa                                      | 2h27'57"                                         |
| 8  | 2007 | Evans Cheruiyot                                  | 2h09'15"                                         | Pamela Chepchumba                                | 2h25'36"                                         |
| 9  | 2008 | Duncan Kibet                                     | 2h07'53"                                         | Anna Incerti                                     | 2h27'42"                                         |
| 10 | 2010 | Jafred Chirchir Kipchumba                        | 2h09'15"                                         | Asnakech Mengistu                                | 2h25'50"                                         |
| 11 | 2011 | Solomon Busendich                                | 2h10'38"                                         | Marcella Mancini                                 | 2h41'24"                                         |
| 12 | 2012 | Daniel Too                                       | 2h08'39"                                         | Irene Jerotich                                   | 2h31'07"                                         |
| 13 | 2013 | Gemechu Biru                                     | 2h09'25"                                         | Monica Jepkoech                                  | 2h32'54"                                         |
| 14 | 2014 | Francis Kiprop                                   | 2h08'53"                                         | Visiline Jepkecho                                | 2h28'40"                                         |
| 15 | 2015 | Kenneth Mburu Mungara                            | 2h08'44"                                         | Lucy Karimi                                      | 2h27'35"                                         |
| 16 | 2016 | Ernest Ngeno                                     | 2h08'15"                                         | Brigid Kogsei                                    | 2h27'45"                                         |
| 17 | 2017 | Edwin Kipngetich Koech                           | 2h07'13"                                         | Sheila Chepkech                                  | 2h29'52"                                         |
| 18 | 2018 | Abdiwak Tura                                     | 2h09'04"                                         | Lucy Wangui Kabuu                                | 2h27'02"                                         |
| 19 | 2019 | Titus Ekiru                                      | 2h04'46"                                         | Kiplagat Jerono Vivian                           | 2h22'25"                                         |
| –  | 2020 | Non disputata a causa della pandemia di COVID-19 | Non disputata a causa della pandemia di COVID-19 | Non disputata a causa della pandemia di COVID-19 | Non disputata a causa della pandemia di COVID-19 |
| 20 | 2021 | Reuben Kiprop Kipyego                            | 2h03'55"                                         | Hiwot Gebrekidan                                 | 2h19'35"                                         |
| 21 | 2022 | Titus Kipruto                                    | 2h05'05"                                         | Kiplagat Jerono Vivan                            | 2h20'18"                                         |
| 22 | 2023 | Andrew Rotich Kwemoi                             | 2h07'53"                                         | Sharon Cherop                                    | 2h26'12"                                         |
| 23 | 2024 | Titus Kimutai Kipkosgei                          | 2h07'12"                                         | Tigist Memuye                                    | 2h26'32"                                         |
| 24 | 2025 | Leonard Langat                                   | 2h08'38"                                         | Shure Demise                                     | 2h23'31"                                         |

Legenda
     record della gara